# 阿雷纳斯-德圣佩德罗
阿雷纳斯-德圣佩德罗（西班牙語：Arenas de San Pedro）是西班牙卡斯蒂利亚-莱昂阿维拉省的一个市镇。 总面积195km2, 总人口6395人（2001年），人口密度33人/km2。